# فاجیانو
فاجیانو (به ایتالیایی: Faggiano) یک کومونه در ایتالیا است که در استان تارانتو واقع شده‌است.

## خصوصیات
فاجیانو ۲۰٫۹۱ کیلومترمربع مساحت و ۳٬۵۶۸ نفر جمعیت دارد و ۵۶ متر بالاتر از سطح دریا واقع شده‌است.